# Krzemieniewo (wieś w województwie wielkopolskim)
Krzemieniewo – wieś w Polsce, w województwie wielkopolskim, w powiecie leszczyńskim, siedziba gminy Krzemieniewo.
Wieś położona była w 1580 roku w powiecie kościańskim województwa poznańskiego.  Pierwsza wzmianka pochodzi z ok. 1398 jako własność rycerska Crzemenevo.
W latach 1954–1972 wieś należała i była siedzibą władz gromady Krzemieniewo. W latach 1975–1998 miejscowość administracyjnie należała do województwa leszczyńskiego.

## Edukacja i kultura
- Na terenie Krzemieniewa znajduje się przedszkole.
- Działalnością kulturalną na terenie Krzemieniewa i gminy Krzemieniewo zajmuje się Gminne Centrum Kultury[4].
- W Krzemieniewie znajduje się Biblioteka Publiczna[5].

## Sport
W Krzemieniewie działa klub sportowy GKS Krzemieniewo. Na terenie wsi znajduje się boisko Orlik 2012.
Na terenie Krzemieniewa i okolic znajduje się rozbudowana sieć ścieżek rowerowych.

## Przemysł
Znajduje się tu firma Nutrena (Cargill) zajmująca się branżą przetwórczą oraz firma Debon, która zajmuje się produkcją przyczep i boksów dla koni.

## Handel
Na terenie Krzemieniewa znajduje się ok. 20 sklepów z różnych branży. Działa także hurtownia materiałów budowlanych "PHB".

## Komunikacja
Szlaki komunikacyjne:
- Droga krajowa nr 12: Dorohusk – Lublin – Puławy – Radom – Kalisz – Jarocin – Gostyń – Leszno – Głogów – Żagań – Olszyna
- linia kolejowa: Leszno – Gostyń – Jarocin